# Mačak Fritz (1972.)
Mačak Fritz (eng. Fritz the Cat) je dugometražni animirani film Ralpha Bakshija iz 1972. baziran na istoimenom stripu Roberta Crumba.   
Naslovni junak, Fritz, je njujorški student kroz čije doživljaje autor daje satiričnu sliku života mladih Amerikanaca tijekom nemirnih šezdesetih godina dvadesetog stoljeća.  Zbog kontroverznog sadržaja, scena brutalnog nasilja, seksa i konzumacije droga, dobio je X-rejting čime je postao prvi animirani film s tom oznakom te potaknuo trend crtića za odrasle.  Snimljen je također i nastavak priče, Devet života mačka Fritza s kojim ni Bakshi ni Crumb nisu imali nikakve veze; Crumb je bio vrlo nezadovoljan i Bakshijevom ekranizacijom unatoč financijskom uspjehu od 25 milijuna dolara u Americi i 90 milijuna u ostatku svijeta. 

## Radnja
U njujorškom parku Fritz s nekoliko prijatelja svira protestne pjesme putem kojih jedino želi fascinirati i privući cure.  Nailazi na nekoliko naivnih djevojaka koje svojim poznavanjem crnačke povijesti dosađuju nezainteresiranom Afroamerikancu;  kroz dramatični nastup Fritz ih poziva da zajedno traže istinu, odnosno upuštaju se u grupni seks u stanu njegovog prijatelja.  Kako se sve više studenata priključuje zabavi njihova orgija postaje sve glasnija i privlači policiju koja ih rastjeruje pri čemu Fritz bježi u sinagogu u kojoj Židovi slave odluku američke vlade za slanjem više oružja Izraelu.
Vraća se u svoju studentsku sobu gdje ga zaposleni cimeri ignoriraju; nezadovoljni Fritz odlučuje spaliti svoje knjige i bilježnice, no vatra brzo proširi i uzrokuje požar koji zahvaća cijelu zgradu. Opet u bijegu od zakona, sklanja se u crnački kafić gdje stječe novog prijatelja Dukea; zajedno ukradu automobil te prilikom vožnje doživljavaju prometnu nesreću u kojoj Duke spašava Fritzu život.  Nakon toga odlaze kod Berthe, debele crne prostitutke i prodavačice droge; poslije nekoliko popušenih džointa i seksa s Berthom, Fritz dolazi do spoznaje da mu je dužnost nekako pomoći pokretu za građanska prava.  Stvara nered u kojemu se masa siromašnih crnaca sukobljava s policijom pri čemu Duke pogine, a Fritz se uplaši i sakrije u kantu za smeće.  Odatle ga izvlači njegova djevojka, Winston, koja ga nagovara na put u San Francisco gdje bi trebali zajedno živjeti tako da ona pronađe posao, a Fritz bude pisac kao što mu je želja.  
Na putu u San Francisco se posvade, a nakon što usred pustinje ostanu bez goriva, Fritz je odluči napustiti.  Lutajući kroz pustoš upoznaje neonacističkog motorista i ovisnika o heroinu, Bluea, koji ga poziva da mu se pridruži jer bi njihovoj revoluciji koristio čovjek kao što je Fritz.  Blue i prijatelji planiraju terorističku akciju u kojoj bi eksplozivom raznijeli obližnju elektranu; na tajnom sastanku s vođom grupe razrađuju plan.  Bleueova djevojka Harriet se tada požali na njihove postupke zbog čega je brutalno pretuku i siluju.  Fritz je odabran za postavljanje eksploziva, a upravo dok ga postavlja predomisli se u svezi s naumom, no prije nego uspije bilo što učiniti, vođa grupe aktivira bombu i Fritz završava u bolnici ozlijeđen nakon jake eksplozije.  Djevojke ga dolaze posjetiti; čini se da je u kritičnom stanju i da će upravo izreći posljednje riječi, ali odjednom živne, odbaci zavoje i uvuče ih grupni seks.

## Glazba
Glazbu za film uradili su Ed Bogas i Ray Shanklin, a album je, osim s puštanjem filma 1972. godine, objavljen i 1996. u dvostrukom izdanju zajedno s glazbom iz Bakshijevog filma Heavy Traffic.  Pjesme na originalnom albumu su:
1. Black Talk (Charles Earland)
2. Duke's Theme (Ray Shanklin)
3. Fritz the Cat (Crumb-Bogas)
4. Mamblues (Cal Tjader)
5. Bo Diddley (E. McDaniel; izvodi Bo Diddley)
6. Bertha's Theme (Shanklin)
7. Winston (Ed Bogas)
8. House Rock (Bogas-Day)
9. The Synagogue (Bogas)
10. Yesterdays (Harbach-Kern; izvodi Billie Holiday)
11. Love Light of Mine (Betty Watson; izvode The Watson Sisters)
12. The Riot (Bogas-Saunders)
13. You're The Only Girl (I Ever Really Loved) (Krantz-Bogas-Shanklin)

## Vanjske poveznice
- Mačak Fritz u internetskoj bazi filmova IMDb-a